# Maria Chambefort
Maria Chambefort, nata Marie Chambefort (Mâcon, 8 gennaio 1840 – Roanne, 1º maggio 1893), è stata una fotografa francese.
È stata una delle prime dagherrotipiste ambulanti francesi. Spesso confusa con sua madre, Jeanne-Marie Perraud.

## Biografia
Figlia di Jean-Louis Chambefort, imprenditore agricolo, e di Jeanne Marie Perraud (1818-1875), lavandaia o sarta, aveva un fratello, François (1850-1925). Visse dall'età di 16 anni con lo zio François Perraud da cui apprese le tecniche del dagherrotipo e sembra che abbia iniziato la professione nella sua città natale.
Verso la fine del 1858 probabilmente Chambefort potrebbe essersi stabilita a Roanne svolgendovi la professione di fotografa. Si può desumere da un inserto pubblicato il 10 marzo 1859 sul quotidiano "L'Écho Roannais" in cui fece scrivere che "la signorina Maria Chambefort, conosciuta per tre mesi a Roanne per la grande perfezione dei ritratti e dei gruppi familiari che vi realizzò, fece premura di avvertire il pubblico che la sua partenza da Roanne, motivata da questioni familiari, era fissata per la fine del prossimo marzo”.
Probabilmente ad aumentare la confusione fra le due donne, fu anche dato dal fatto che la Chambefort non solo era domiciliata nel 1861 a Roanne con la madre e il fratello minore François ma anche in seguito frequentarono entrambe lo studio. Ad ingenerare ulteriore confusione fu il secondo nome della madre, Marie, e la giovanissima età della ragazza che, per alcuni, sembrava troppo per essere così tecnicamente dotata.
Il 20 luglio 1874 sposò a Roanne il commerciante Jacques Léon Chanteloube che morì nel 1885. La coppia avrà tre figlie: Delphine (1875-1949), Léontine e Marie-Louise (1882-1947).
Negli annunci che periodicamente rilasciò nei giornali, offriva di fare ritratti com'era la maggior richiesta dell'epoca, ma anche di fotografare opere d'arte, strade residenziali o di produrre nuovi dagherrotipi per ingrandirli, ritoccarli o rimpicciolirli per farne medaglioni. Inoltre si dichiarava disposta a recarsi nelle case, soprattutto nel caso di ritratti post mortem, dove peraltro viene segnalato il suo talento già a 18 anni.
Ancora nella sua pubblicità si presenta come "fotografa artista".
Alla sua morte, tutte le sue foto vennero vendute al più serio dei suoi concorrenti, Émile Dessendier, mentre i suoi beni vennero messi all'asta comprendenti mobili, vini Bordeaux, tavoli, orologi a pendolo, cucine e tanti altri oggetti. L'ammontare del suo patrimonio era di circa 100 000 franchi che si suddividero gli eredi.